# Cnemidophorus scalaris
Cnemidophorus scalaris är en ödleart som beskrevs av  Cope 1892. Cnemidophorus scalaris ingår i släktet Cnemidophorus och familjen tejuödlor. Inga underarter finns listade i Catalogue of Life.